# Grace Holloway
dr Grace Holloway – postać fikcyjna związana z brytyjskim serialem science-fiction pt. Doktor Who, w którą wcieliła się Daphne Ashbrook.
Grace była towarzyszką ósmego Doktora. Jest pierwszą kompanką Doktora, którą pocałował. Występuje jedynie w jednej historii – w filmie telewizyjnym pt. Doctor Who.

## Historia
W 1999 roku Grace była kardiolożką w San Francisco. Podczas sylwestra operuje ona postrzelonego mężczyznę. Już wówczas zauważa, że ten mężczyzna ma dwa serca, lecz wtedy myśli że to pomyłka. Operacja się nie udaje i Grace stwierdza zgon. Za niedługo spotyka inaczej wyglądającego mężczyznę, który sugeruje że jest tym samym którego operowała. By to udowodnić, prosi Grace by zbadała mu rytm serca. Wtedy Grace odkrywa że pulsują mu dwa serca. Niedługo po tym Doktor i Grace przychodzą do TARDIS. Tam zastają Mistrza i Changa Lee. Grace zostaje zmuszona by otworzyć Oko Harmonii (ang. Eye of Harmony). Po tym wydarzeniu Grace zostaje opętana, natomiast Ziemia może za niedługo zostać zniszczona. Chang sprawia, że Grace przestała być opętana, a ona sprawia, że zegar, który miał odliczać do zniszczenia Ziemi, zatrzymuje się. Po tych wydarzeniach oraz po czułym pożegnaniu Doktor opuszcza Grace.

### W innych mediach
Grace pojawia się w trzech komiksach z miesięcznika Doctor Who Magazine. Są to: The Fallen (publikowany w czasopiśmie od numeru #273 do #276), The Glorious Dead (publikowany w czasopiśmie od numeru #287 do #296) oraz The Flood (opublikowany w czasopiśmie w numerze #353). Komiks, pt. Prisoners of Time, wydany oddzielnie przez IDW Publishing, prezentuje historie w którym Grace wraz z innymi towarzyszami Doktora zostaje porwana przez towarzysza z ery dziewiątego Doktora, Adama Mitchella.
Dodatkowo, Daphine Ashbrook występuje również w słuchowisku produkcji Big Finish Production, pt. The Next Life wraz z Paulem McGannem, lecz występując w innej roli.

## Występy
| Historia         | Data premiery    | Źródło           |                  |
| Film telewizyjny | Film telewizyjny | Film telewizyjny | Film telewizyjny |
| ---------------- | ---------------- | ---------------- | ---------------- |
| Doctor Who       | 27 maja 1996     | [ 4 ] [ 3 ]      |                  |